# 大九洲岛

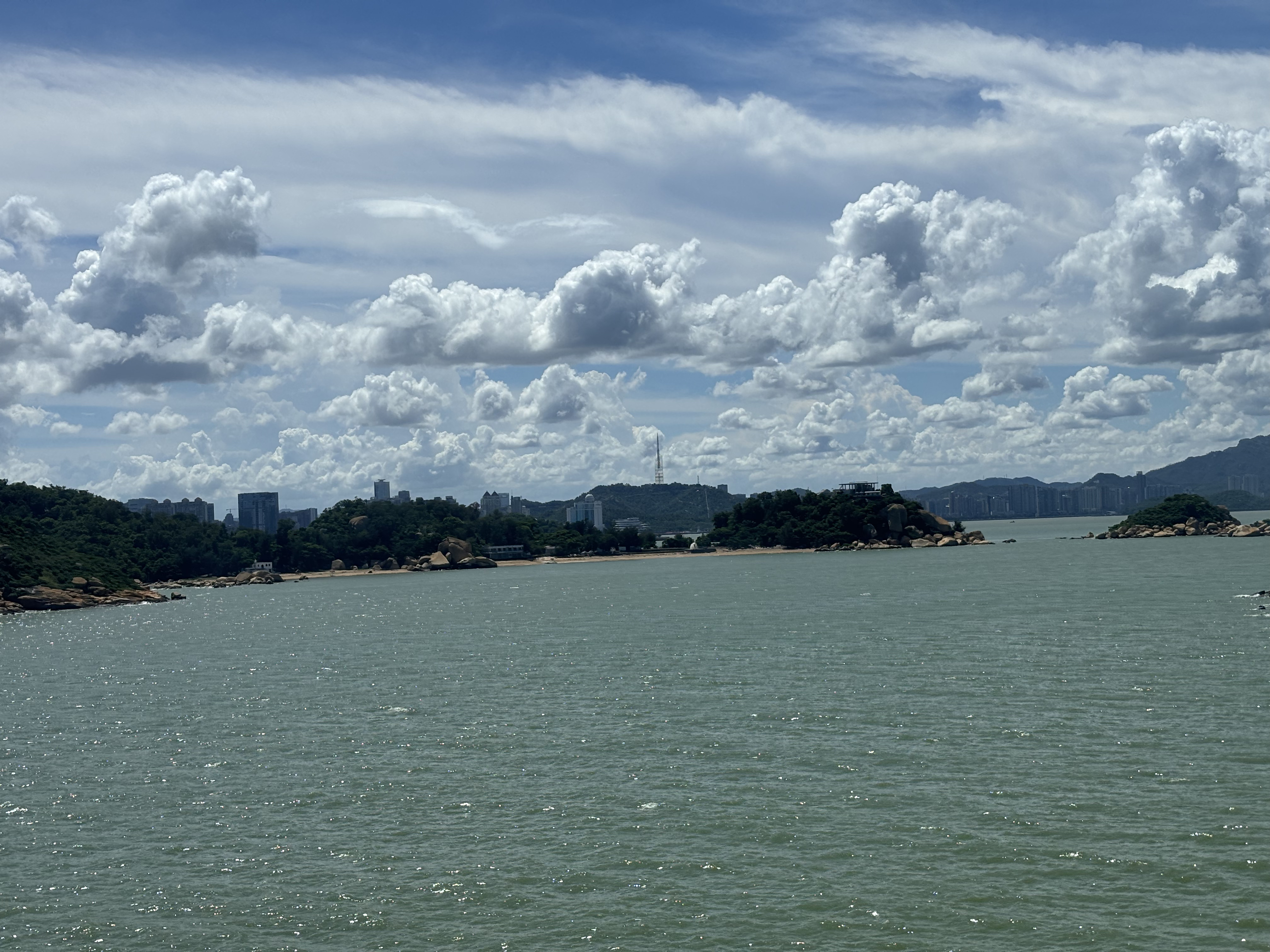
大九洲島

大九洲岛，是一座位于中华人民共和国广东省珠海市香洲区吉大城区附近海域上的海岛，是珠江口外的一座岛屿。
大九洲岛是九洲群岛主岛。距离大陆炮台山（珠海九洲港附近的一座濒海小山）2.35公里。该岛面积1.5平方公里，岛长而宽。该岛东部海岸有两处沙滩。
该海岛在1984年辟为旅游景区。岛上建有码头、宾馆、环岛路、烧烤场、沙滩游乐区。设施条件较差，不能保证24小时热水、供电24小时供应。大九洲岛上植物茂盛，气候湿热，生物多样。已开发登山旅游、沙滩旅游、潜水旅游等多种旅游方式，已是广东省3A级旅游景区，有客船来往珠海九洲港。